# Martin Wagner (Werkstoffwissenschaftler)
Martin Franz-Xaver Wagner (* 1978) ist ein deutscher Wissenschaftler im Bereich der Materialforschung. Er ist Professor am Institut für Werkstoffwissenschaft und Werkstofftechnik der Technischen Universität Chemnitz und gehörte ab 2007 zu den Jungen Kollegiaten der Nordrhein-Westfälischen Akademie der Wissenschaften und der Künste.

## Wissenschaftliche Karriere
Nach seinem Abitur  im Jahr 1998 am Geschwister-Scholl-Gymnasium im nordrhein-westfälischen Wetter, studierte Martin Wagner Maschinenbau in Bochum, sowie an der Technischen Hochschule Chalmers in Göteborg. 2003 erhielt er den Adam-Opel-Preis für das beste Diplom. Anschließend erforschte er in Bochum die Eigenschaften von Formgedächtnislegierungen. Während seiner Promotion am Institut für Werkstoffe im Jahr 2005, begann Wagner sich zunehmend für die Forschung zu interessieren. Die Doktorarbeit wurde 2006 mit dem Eickhoff-Preis ausgezeichnet.
Ein Feodor-Lynen-Stipendium der Alexander von Humboldt-Stiftung ermöglichte ihm einen einjährigen Aufenthalt als Post-Doktorand an der Ohio State University. Dort beschäftigte er sich mit speziellen Verformungsprozessen und atomistischen Simulationsmethoden. Auf einen Lehrstuhl in Bochum folgte 2010 eine Professur an der Fakultät für Maschinenbau der Technischen Universität in Chemnitz. Aktuell beschäftigt sich Wagner mit der Mikrostrukturanalyse und dem mechanischen Verhalten von Werkstoffen. Außerdem ist er Leiter einer von der Deutschen Forschungsgemeinschaft geförderten Emmy-Noether-Nachwuchsgruppe, die den Mechanismus der Zwillingsbildung untersucht.
Martin Wagner ist verheiratet und hat vier Kinder. Seit 2014 ist er Mitglied im Verein Deutscher Ingenieure (VDI).

## Auszeichnungen
- 2003: Opel-Preis der Ruhr-Universität Bochum
- 2006: Eickhoff-Preis der Ruhr-Universität Bochum
- 2007: Aufnahme in das Junge Kolleg der Nordrhein-Westfälischen Akademie der Wissenschaften und Künste
- 2014: Aufnahme in den Fachausschuss Analysis von Mikrostrukturen der Gesellschaft für Angewandte Mathematik und Mechanik (GAMM)
- 2014: Auszeichnung mit dem Ehrenring des VDI
- 2017: DGM-Preis der Deutschen Gesellschaft für Materialkunde